# Station Rutwica
Station Rutwica is een spoorwegstation in de Poolse plaats Rutwica.